# Білосніжка та семеро гномів (балет)
«Білосніжка та семеро гномів» — балет сучасного польського композитора Богдана Павловського на 2 дії за мотивами однойменної казки. 

## Історія постановок в Україні
Прем'єра балету на сцені Національного театру опери та балету України імені Тараса Шевченка відбулася 8 листопада 1975 року. Сценарій Вітольда Борковського та Станіслава Петровського за мотивами казки про Білосніжку братів Грімм. Хореографія та постановка Генріха Майорова [Архівовано 4 лютого 2021 у Wayback Machine.]. [Архівовано 4 лютого 2021 у Wayback Machine.]
В Харківському національному академічному театрі опери та балету ім.М.В.Лисенка прем'єра відбулася в травні 1986 року. Лібрето Вітольда Борковського та Станіслава Петровського.
Балет поставлено в Київській опері (Київський муніципальний академічний театр опери і балету для дітей та юнацтва): прем'єра - 2 листопада 2006 року. Лібрето Вітольда Борковського та Станіслава Петровського,  хореографія Генріха Майорова, постановка Віктора Литвинова. Ця постановка була відзначена театральною премією «Київська пектораль-2007» у номіації «Краща вистава для дітей».
У Львівському національному академічному театрі опери та балету імені Соломії Крушельницької (Львівська національна опера) прем'єра балету відбулася 28 грудня 2013 року. Лібрето і хореографія народного артиста України Ігоря Храмова.
29 квітня 2017 року Український балетний театр "Прем'єра" представив балет на сцені Львівської національної опери. Хореографія Генріха Майорова в редакції заслуженого артиста України Віктора Щербакова. Показ балетної вистави був безкоштовним (для дітей-сиріт та дітей учасників АТО).
У Дніпропетровському академічному театрі опери та балету прем'єра балету відбулася 9 листопада 2019 року.  Автор лібрето, балетмейстер-постановник народний артист республіки Молдова Андрій Литвинов [Архівовано 25 січня 2021 у Wayback Machine.],  диригент-постановник - народний артист України Володимир Гаркуша [Архівовано 4 лютого 2021 у Wayback Machine.], художник-постановник - Костянтин Пінчук [Архівовано 3 лютого 2021 у Wayback Machine.].

## Дійовіособи(лібрето В.Борковського та С.Петровського)
- Білосніжка
- Королевич
- Королева-мачуха
- Королева-мати
- Король-батько
- Єгер
- Мудрунчик
- Стидунчик
- Дрімунчик
- Чхунчик
- Розтяпа
- Веселунчик
- Буркунчик

## Лібрето В.Борковського та С.Петровського

### Пролог
У давні часи жили собі король та добра королева. Мали вони незлічені багатства, тільки не мали дочки. Тому королева часто сумувала. А разом з нею сумував король, сумували придворні, навіть пташки не співали своїх радісних пісень.
Прийшла зима, все навкруги вкрилося снігом.
Королева сиділа зажурена в своїх покоях і вишивала. Раптом гостра голка проколола її ніжний пальчик. Три краплі крові впали на сніжно-біле полотно. Королева глянула на них і замріялась: «Якою б я була щасливою, якби мала донечку з губами червоними, наче кров та личком білим, як сніг».
Це підслухали добрі чарівниці, і незабаром у королеви народилася прекрасна дівчинка. Всі дуже раділи, але найбільше король, який назвав королівну Білосніжкою. Тільки радість і щастя були недовгими. Королева тяжко захворіла. Одного разу вона покликала до себе короля і сказала йому: «Я відчуваю, що мені лишилося недовго жити. Тому моє останнє бажання, щоб ти одружився вдруге і у маленької Білосніжки була друга мати, яка б любила її, як я».
Через кілька днів королева померла. Сум та скорбота панували в королівському палаці. Плакав король разом з придворними, але більш за всіх тужила за матусею маленька Білосніжка.
Минуло кілька років. Білосніжка перетворилася на чарівну красуню. Її любили всі – і не тільки за вроду, а й за чуйне, добре серце.
Король довго плакав, згадуючи королеву, але не забув її останнє бажання. Він хотів, щоб нова мати Білосніжки була теж вродливою і доброю. І нова королева була красивою, тільки вдача в неї виявилася злою. А ще нова володарка палацу була дуже заздрісною і тому зненавиділа вродливу Білосніжку за красу та добре серце.

Король не знав, що його нова дружина володіла чарівним дзеркальцем, за допомогою якого могла чаклувати. У найтемнішій кімнаті ховала королева чарівне дзеркало. В цій кімнаті жили огидні кажани, чорні ворони, похмурі сови. Королева часто приходила сюди, ставала перед дзеркалом і, дивлячись на своє відображення, запитувала:
Тоді дзеркало відповідало:
Зла королева лютувала і ще більше ненавиділа Білосніжку.
Минали роки. Король став зовсім старим і немічним, а зла королева стала повновладною володаркою у королівстві. Вона несправедливо карала людей і зовсім зневажливо ставилася навіть до короля. Тільки тепер король зрозумів, що одружився з безжалісною та злою жінкою. Серце його розривалося від горя, і однієї ночі він помер. Білосніжка залишилась зовсім самотньою. А зла мачуха відібрала в неї золоту корону, що залишилась у дівчини від матері, і примусила Білосніжку виконувати найтяжчу роботу. Але дівчина не скаржилася на свою долю. Вона знала, що у неї є багато справжніх друзів: пташки в саду та звірі в навколишньому лісі.

### Перша дія
Одного ранку Білосніжка прибирала подвір'я палацу. Допомагали їй в цьому метелики та комахи. Але зла королева була незадоволена роботою Білосніжки. Дівчина тихенько плакала, а її вірні друзі намагалися веселими танцями втішити і розважити Білосніжку. Танцювали навіть квіти в саду.
Раптом почувся звук ріжка, і у палаці з'явився молодий королевич. Юнака вразила краса Білосніжки, він покохав її. Щаслива Білосніжка подарувала йому найкращу троянду із саду. Це побачила королева і позеленіла від заздрощів.
Розгнівана, вона покликала придворного єгеря і наказала йому завести Білосніжку до лісу та вбити. Зажурився бідолашний єгер. Він любив маленьку принцесу. А тепер мав виконати наказ жорстокої королеви.

Королева, впевнена в тому, що тепер вона стала найкрасивішою в світі, почала радісно танцювати. Разом з нею танцювали чорні ворони, огидні кажани та сови. Підбігла королева до дзеркала і побачила в ньому, як єгер заніс над Білосніжкою ніж. Радісна королева спитала у дзеркала:
Але у відповідь почула:
Здивувалася королева, адже вона була впевнена, що Білосніжка мертва. Промовляючи різні закляття, вона перетворилася на стару потворну жінку, приготувала отруєне яблуко і в оточенні своїх огидних помічників вилетіла з палацу в пошуках Білосніжки.

### Друга дія
Довго бігла принцеса по темному лісу, поки не впала під великим деревом.
Її оточили різні звірята: зайчики, їжачки, маленькі ведмедики, білочки, які зацікавлено дивилися на дівчинку. Тільки через деякий час вони впізнали свою улюблену Білосніжку, таку стомлену і нещасну.
Білосніжка разом із звірятами прийшла на галявину, де стояв маленький будиночок. В ньому була тільки одна кімната, а в ній — сім маленьких ліжечок, маленький стіл, а навколо нього сім перевернутих стільців. У будиночку панувало безладдя. Білосніжка разом із своїми друзями заходилася прибирати кімнату.
Стомлена дівчина лягла перепочити і заснула. Їй приснилося, що вона знову живе зі своїми батьками в королівському палаці. У цей час гноми повернулися до своєї хатинки. Вони дуже здивувалися, коли побачили там дівчину.
Прихід гномів збудив Білосніжку. Зацікавлено дивилася вона на маленьких чоловічків. Потім лагідно усміхнулася, ввічливо привіталася і розповіла їм свою сумну історію.

Гномам сподобалася дівчина. І вони запропонували їй залишитися у них жити. Потім гноми познайомилися з Білосніжкою. 
Тільки один гном тихо сидів у куточку. Це був Буркунчик. Коли він наблизився до Білосніжки, то неввічливо привітався. Але йому так дісталося від інших гномів, що він підійшов до Білосніжки ще раз і сказав:

### Третя дія
Вранці працелюбна Білосніжка приготувала сніданок і наказала гномам вмитися.
Після сніданку вони вирушили на роботу, а Білосніжці звеліли замкнути двері і нікого не впускати.
Білосніжка залишилась сама і заходилася прибирати. Вона не знала, що за деревом притаїлася стара жінка — переодягнена королева. Вона усюди шукала Білосніжку. І коли гноми пішли на роботу, постукала у двері. Білосніжка, побачивши стомлену бабусю, забула поради гномів, відчинила двері і запропонувала жінці трохи перепочити. Королева, змінивши голос, сказала: «У тебе золоте серце, тому я хочу подарувати тобі чарівне яблуко. Хто його покуштує, у того здійсняться всі бажання». І королева пригостила дівчину отруєним яблуком.
Білосніжка подумала: «Я б хотіла ще раз зустріти королевича, якому я подарувала найпрекраснішу троянду із саду». Вона відкусила шматочок яблука і в цю мить впала мертвою на землю.
Все це спостерігали звірята і пташки.
Вони кинулися за допомогою до гномів. Але вже було пізно. З гіркими сльозами поклали гноми Білосніжку у кришталеву труну.
Але ось перед хатинкою почувся гомін. Це молодий королевич приїхав зі своїм почтом. Побачивши мертву королівну, він дуже засумував, адже він любив Білосніжку і хотів з нею одружитися.
Схилився королевич над дівчиною та поцілував її. І сталося диво — Білосніжка ожила.
Королевич взяв дівчину на руки і разом з гномами та своїм почтом попрямував до палацу.

Тим часом зла королева повернулася додому та почала веселитися і бенкетувати. Потім звеліла своїм слугам принести чарівне дзеркало і, впевнена в тому, що Білосніжка померла, спитала у нього:
Дзеркало відповіло:
Біля палацу зазвучали фанфари, і до зали увійшли Білосніжка і королевич в оточенні своїх друзів. Королевич підбіг до дзеркала і розтрощив його на маленькі шматочки. З цієї миті зла королева втратила свою чаклунську силу. Вона почала просити вибачення у Білосніжки. Добра дівчина простила її, але наказала залишити палац.
Всі мешканці королівства зраділи, що у них буде така добра і лагідна королева.